# Cromita
La cromita és un mineral de la classe dels òxids. Va rebre el seu nom l'any 1845 per Wilhelm Haidinger a causa de la seva composició a base de crom. Aquesta espècie va ser anomenada originàriament fer chromate alumine per Louis Nicolas Vauquelin el 1798, el descobridor de l'element crom. Forma part del grup de l'espinel·la de minerals. És dimorf de la xieïta, i isostructural amb la magnesiocromita i la magnetita.

## Característiques
La cromita és un òxid mineral amb fórmula Fe2+Cr₂3+O₄, que cristal·litza en el sistema cúbic. De vegades conté magnesi, alumini o titani. Alguns exemplars són feblement magnètics.
Forma part del grup espinel·la de minerals. És dimorf de la xieïta, i isostructural amb la magnesiocromita i la magnetita. Aparentment forma una sèrie de solució sòlida completa amb molts membres del grup, com l'hercinita o la magnetita. És l'anàleg de ferro de la zincocromita, la cocromita, la manganocromita i la magnesiocromita, i és l'anàleg de crom de l'hercinita, la coulsonita i la magnetita.
Segons la classificació de Nickel-Strunz, la cromita pertany a «04.BB: Òxids amb proporció Metall:Oxigen = 3:4 i similars, amb només cations de mida mitjana» juntament amb els següents minerals: cocromita, coulsonita, cuprospinel·la, filipstadita, franklinita, gahnita, galaxita, hercynita, jacobsita, manganocromita, magnesiocoulsonita, magnesiocromita, magnesioferrita, magnetita, nicromita, qandilita, espinel·la, trevorita, ulvöspinel·la, vuorelainenita, zincocromita, hausmannita, hetaerolita, hidrohetaerolita, iwakiïta, maghemita, titanomaghemita, tegengrenita i xieïta.
S'empra en motlles per a la fabricació de maons; i en general per fabricar materials refractaris (com els maons per forns de fosa). Una bona part de la cromita s'empra per obtenir crom o en aliatges. També s'utilitza en la fabricació del vidre verd.

## Formació i jaciments
La cromita es troba en peridotita al mantell de la Terra. També es troba en capes de roques intrusives ultramàfiques. A més, es troba en roques metamòrfiques com algunes serpentinites. S'associa comunament amb l'olivina, magnetita, serpentina, i corindó.
Va ser descrita per primera vegada a Carrade de Cavalaire, a la comuna de Cavalaira, dins el departament deVar (Provença-Alps-Costa Blava, França). Als territoris de parla catalana ha estat descrita al meteorit de Nulles, una condrita ordinària recollida en aquest municipi de la comarca de l'Alt Camp l'any 1851, i a Vimbodí i Poblet (Conca de Barberà).

## Varietats
- Alumoberezovita, una varietat que conté magnesi i alumini, amb fórmula (Fe,Mg)(Cr,Al)₂O₄.[6]
- Alumocromita, una varietat d'alumini. La seva fórmula és Fe(Cr,Al)₂O₄, i la relació entre el crom i l'alumini (Cr:Al) pot anar des de 3:1 fins a 1:1. Aquesta espècia ha sigut trobada en diversos llocs a l'escorça terrestre així com al Mar de la Tranquil·litat, a la Lluna.[7]
- Berezovskita, una varietat que conté magnesi.[8]
- Cromoferrira, una varietat fèrrica.[9]
- Cromita fèrrica, una varietat membre de la sèrie cromita-magnetita,[3] amb contingut de Fe3+ entre 0,10 i 0,50 apfu (àtoms per fórmula, en anglès atoms per formula units). La seva fórmula és Fe2+(Cr,Fe3+)₂O₄.[10]
- Cromita titanífera, una varietat de color negre que conté titani que s'ha trobat, entre altres indrets, a les illes Kerguelen, a l'Antàrtida.[11]
- Ferricromita, una varietat similar a la cromita fèrrica però amb contingut de Fe3+ entre 0,50 i 1 apfu. Només se n'ha trobat a Naran, Khyber Pakhtunkhwa (Pakistan).[12]